# Medusanthera samoensis
Medusanthera samoensis là một loài thực vật có hoa trong họ Stemonuraceae. Loài này được (Reinecke) R.A. Howard mô tả khoa học đầu tiên năm 1940.